# Glàndula exocrina

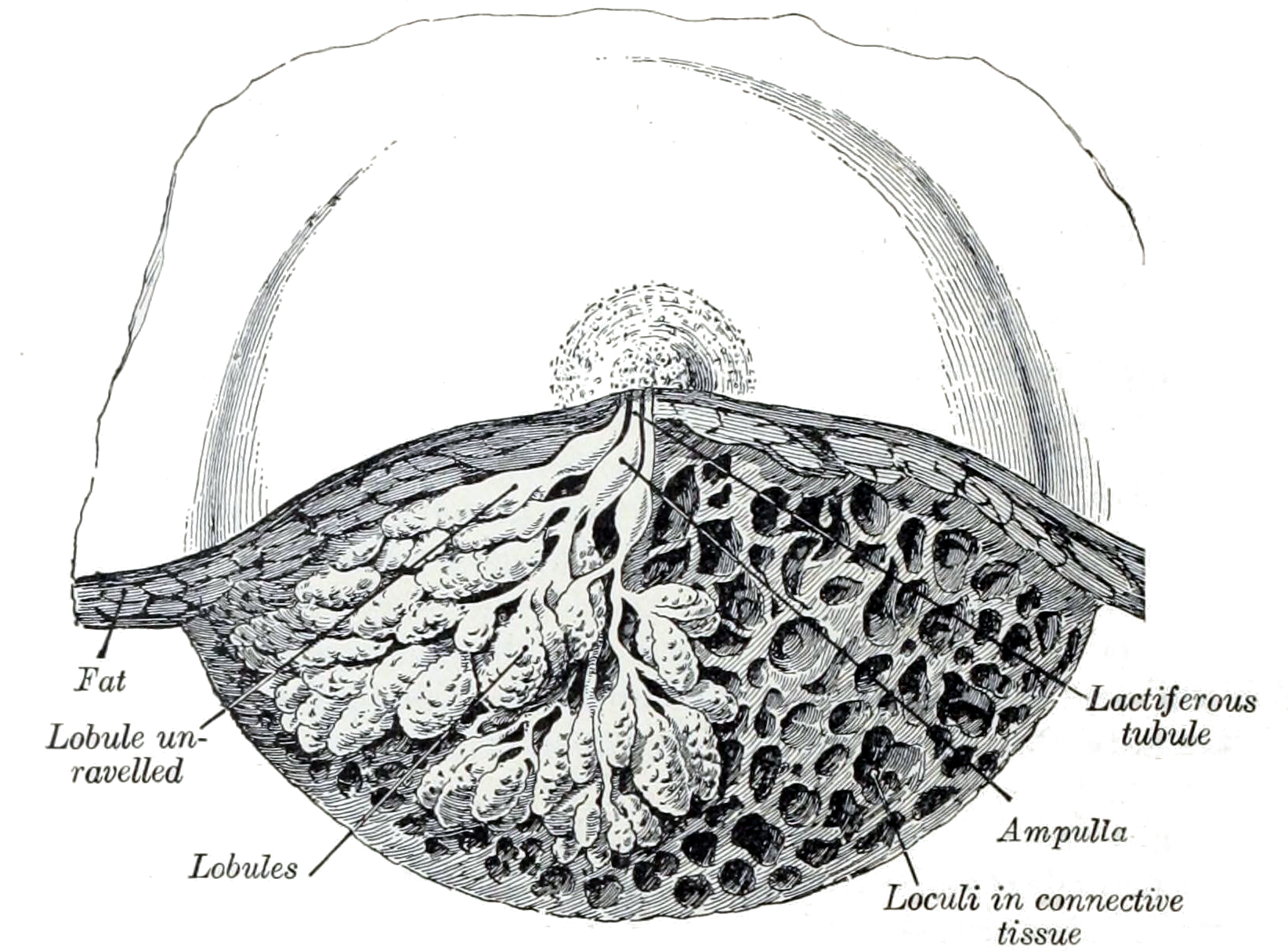
Dissecció d'un pit de lactant.

Una glàndula exocrina és aquella que secreta el producte a l'exterior.
Es classifiquen atenent a diversos criteris.

## Segons la manera de secreció
- Merocrines. Alliberen el producte mitjançant exocitosi (salivals, pàncrees, sudorípares). Aquesta exocitosi pot ser constitutiva o regulada.
- Apocrines. Alliberament del producte més una porció apical de la cèl·lula (mamàries i aixelles).
- Holocrines. Alliberament de tot el contingut cel·lular, destruint-se la cèl·lula (sebàcies).

## Naturalesa del producte de secreció
- Mucoses. Secreten mucines (sublinguals, tracte digestiu i respiratori).
- Seroses. Secreten polipèptids (salivals, paròtides, lacrimals).
- Seromucoses. Secreten mucina i polipèptids (salivals submaxil·lars)
- Altres. (productores de llet, sebàcies…)

## Morfologia
- Unicel·lulars. Una sola cèl·lula.
- Multicel·lulars.

1. Sense conducte excretor
2. Amb epiteli secretor

- Intra-epitelial (nasal i uretral). Amb conducte excretor.